# Release (musikalbum)
Release är Pet Shop Boys åttonde studioalbum, släppt den 1 april 2002, producerat av Pet Shop Boys förutom 4 producerad av Chris Zippel.
Har en mer akustisk och gitarrockigare framtoning än tidigare album. Innehåller gästspel av bl.a. Johnny Marr och Jodie Lindscott. Alla låtar är skrivna av Neil Tennant och Chris Lowe förutom 4 skriven av Neil Tennant, Chris Lowe och Chris Zippel.

## Låtförteckning
1. "Home and Dry"
2. "I Get Along"
3. "Birthday Boy"
4. "London"
5. "E-mail"
6. "The Samurai in Autumn"
7. "Love is a Catastrophe"
8. "Here"
9. "The Night I Fell in Love"
10. "You Choose"